# 카렐리야 공화국의 문장

카렐리야 공화국의 국장

카렐리야 공화국의 국장은 1993년 9월 28일에 제정되었다.
국장 가운데에는 카렐리야 공화국의 국기를 구성하는 색인 빨간색, 파란색, 초록색 세 가지 색의 가로 줄무늬가 그려진 방패가 그려져 있으며, 방패 안에는 검은색 곰이 그려져 있다.
방패 왼쪽에는 금색 전나무가, 방패 오른쪽에는 금색 소나무가 그려져 있으며, 방패 위쪽에는 십자가 모양을 한 금색 팔각별이 그려져 있다.

## 같이 보기
- 카렐리야-핀란드 소비에트 사회주의 공화국의 국장
- 핀란드 왕국 (1742년)